# Veronika Dytrt
Veronika Dytrt (tschechisch Veronika Dytrtová; * 18. Juni 1980 in Prag) ist eine ehemalige tschechisch-deutsche Eiskunstläuferin.

## Biografie
Veronika Dytrt ist die ältere Schwester der mehrfachen deutschen Meisterin Annette Dytrt. Sie siedelte mit ihren Eltern als Kleinkind aus der Tschechoslowakei nach Deutschland über, wo sie in Landshut mit dem Eislaufen begann. Später startete sie für den Münchener EV in der Meisterklasse. 1998 ging sie zusammen mit ihrer Schwester zurück nach Tschechien, um der Konkurrenz von Tanja Szewczenko und Eva-Maria Fitze aus dem Weg zu gehen. Die Dytrt-Schwestern starteten für den SKK Karwin und holten 1999 auf Anhieb einen Doppelsieg (Annette vor Veronika) bei den nationalen Titelkämpfen. Während Annette Dytrt aber schon ein Jahr später nach Deutschland zurückkehrte, lief Veronika bis 2002 bei tschechischen Meisterschaften mit (zuletzt für den TJ Autoškoda Mladá Boleslav) und erreichte jeweils Podestplätze, ohne sich jedoch für internationale Meisterschaften qualifizieren zu können. Veronika Dytrt blieb nach ihrem Karriereende in Tschechien, wo sie für die Škoda-Automobilwerke tätig ist.

## Erfolge/Ergebnisse
ab 1998 für Tschechien unter dem Namen Veronika Dytrtová
| Wettbewerb/Wintersaison      | 1993/94 | 1994/95 | 1995/96 | 1996/97 | 1997/98 | 1998/99 | 1999/00 | 2000/01 | 2001/02 |
| ---------------------------- | ------- | ------- | ------- | ------- | ------- | ------- | ------- | ------- | ------- |
| Weltmeisterschaften          | –       | –       | –       | WD      | –       | 27      | –       | –       | –       |
| Juniorenweltmeisterschaften  | –       | 23      | –       | 14      | –       | –       | –       | –       | –       |
| Europameisterschaften        | –       | –       | –       | 17      | –       | 20      | –       | –       | –       |
| Deutsche Meisterschaften     | 3 J     | 7       | 5       | 3       | –       | –       | –       | –       | –       |
| Tschechische Meisterschaften | –       | –       | –       | –       | –       | 2       | 3       | 3       | 2       |
| Cup of Russia                | –       | –       | –       | –       | 7       | –       | –       | –       | –       |
| Skate Canada                 | –       | –       | –       | WD      | –       | –       | –       | –       | –       |
| Nebelhorn Trophy             | –       | –       | –       | 5       | –       | 3       | –       | –       | –       |

Legende: J = Junioren; WD = zurückgezogen
Andere Wettbewerbe
- 1996 – 3. Rang – Pokal der blauen Schwerter, Chemnitz